# Ballobar
Ballobar (aragónul Vallobar) egy község Spanyolországban, Huesca tartományban. Ballobar Candasnos, Chalamera, Ontiñena, Osso de Cinca, Zaidín, Velilla de Cinca és Fraga községekkel határos. Lakosainak száma 864 fő (2024).

## Népesség
A település lakosságának változását az alábbi diagram mutatja:
| Lakosok száma | 1028 | 1012 | 980  | 987  | 974  | 866  | 825  | 812  | 849  | 864  |
|               | 2001 | 2004 | 2006 | 2009 | 2011 | 2014 | 2016 | 2019 | 2021 | 2024 |